# Thrácká hrobka ve Sveštari
Sveštarská hrobka (bulharsky Свещарска гробница, Sveštarska grobnica) je thrácká hrobka v severovýchodním Bulharsku situovaná u vesnice Sveštari (poblíž města Razgrad). Byla zbudována v 1. polovině 3. století př. n. l. v unikátním, smíšeném thrácko-helénistickém slohu. Je zdobena nástěnnou malbou a především mimořádnou kamennou výzdobou. Patří k nejvýznamnějším památkám z thrácké doby na území Bulharska. Objevena byla až v roce 1982 v rámci řádného archeologického výzkumu. V roce 1985 byla zařazena na Seznam světového dědictví UNESCa.

## Popis

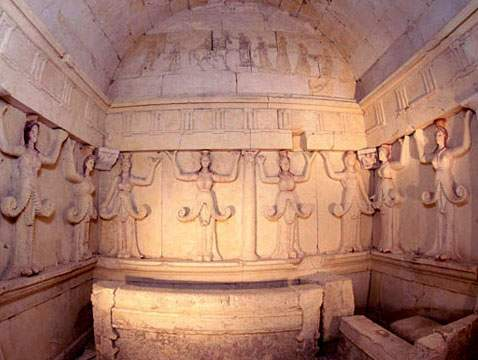
Pohled do pohřební komory

Hrobka se nachází pod velkou mohylou, která sama je součástí většího pole, jež čítá celkem 27 mohyl – z nich všech je největší a nejkrásnější, takže se považuje za místo posledního odpočinku nějakého getského (severothráckého) krále. Je celá vystavěna z vápencových, precizně opracovaných bloků; tvoří ji kromě vstupní chodby (dromos) 3 komory, každá zvlášť zaklenutá valenou klenbou.
Hlavní, pohřební komora o rozměrech 6×6,75×5 metrů, má vynikající reliéfní a malířskou výzdobu, jasně inspirovanou řeckým světem: kol dokola místnosti probíhá zhruba ve čtvrtině výšky stěny zdobná římsa, na níž stojí 10 soch karyatid (postavy provedené ve vysokém reliéfu vyrůstají z monolitických ortostatů, přesně vyskládaných vedle sebe a tvořících stěny komory) s částečně individualizovanými (!) tvářemi a výrazně tvarovanými sukněmi, připomínajícími listy akantu. Karyatidy svýma rukama podpírají kladí v čistém dórském řádu (tj. i s triglyfy, metopami a geisonem), na nějž dosedá valená klenba. Kromě karyatid podpírá kladí ještě 5 půlkruhových sloupů: 4 s dórskými hlavicemi (a kanelovanými dříky) a jeden s hlavicí korintskou (hladký dřík). Dórské sloupy jsou umístěny vždy dva a dva po stranách místnosti, korintský pak v její čelní straně, přesně uprostřed.